# Zeus z Otricoli
Zeus z Otricoli (wł. Giove di Otricoli) – starożytne rzymskie popiersie z I w. p.n.e., znalezione w Otricoli podczas wykopalisk w latach 1781–1782, obecnie w kolekcji Muzeów Watykańskich.
Popiersie zostało znalezione w Otricoli – starożytne Ocriculum –  w latach 1781–1782 podczas prac archeologicznych zleconych przez papieża Piusa VI. Wykopaliska prowadzili Giuseppe Pannini i Vincenzo Cecchi. Jest jednym z najbardziej znanych przedstawień Jowisza i najwierniejszą rzymską reprodukcją Zeusa z Olimpii autorstwa Fidiasza. Rzeźba eksponowana jest w Sali Owalnej (wł. Sala Rotonda) w Muzeach Watykańskich w Rzymie (Museo Pio-Clementino). Popiersie Zeusa ma wysokość 58 cm. Stanowiło część dużego posągu. W Ocriculum wzniesiona została świątynia poświęcona boskiej triadzie złożonej z Jowisza, Junony i Minerwy. Rzeźba stanowiła kopię posągu Jowisza umieszczonego w świątyni kapitolińskiej w Rzymie. Zeus z Otricoli wykonany został w pierwszej połowie I w. p.n.e. w białym marmurze.
Gipsową wierną kopię Zeusa z Otricoli kazał dla siebie wykonać w 1786 roku Johann Wolfgang von Goethe podczas swojej podróży do Włoch. Na popiersiu wzorował się rzeźbiarz wykonujący Figurę Boga Ojca na zwieńczenie fasady nieistniejącego warszawskiego kościoła Brygidek. Obecnie figura ta znajduje się w Falentach.

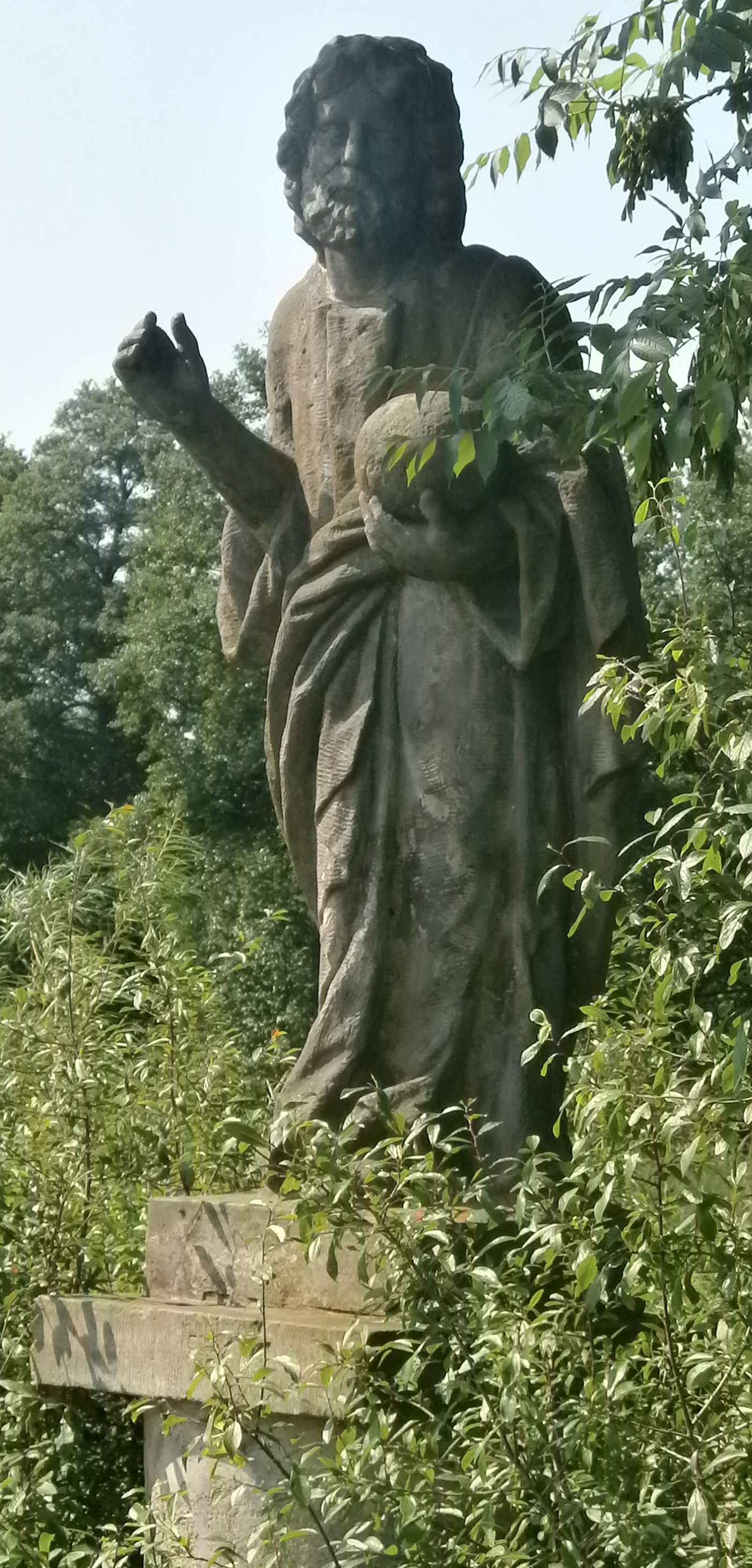
Figura Boga Ojca w Falentach